# Abd-ar-Razzaq al-Qaixaní
Abd-ar-Razzaq Kamal-ad-Din ibn Abi-l-Ghanàïm al-Qaixaní (o Kaixaní o al-Qaixí o al-Kasaní), més conegut senzillament com a Abd-ar-Razzaq al-Qaixaní (mort en 1329), fou un autor sufí persa.
Va escriure un gran nombre d'obres algunes de les quals foren publicades, destacant:
- Latàïf al-ilam.
- Istilahat as-sufiyya.
- Tawilat al-Quran.
- Rissala fi-l-qadà wa-l-qadar.